# Casa museo Francisco Torregrosa
La casa-museo Francisco Torregrosa está ubicada en el municipio de Muro de Alcoy (Provincia de Alicante, España).
Los principales fondos de este museo se componen de arte abstracto y creativo y piezas vanguardistas.